# 796-й отдельный разведывательный артиллерийский дивизион (2-го формирования)
796-й отдельный разведывательный артиллерийский дивизион Резерва Главного Командования — воинское формирование Вооружённых Сил СССР, принимавшее участие в Великой Отечественной войне.
Сокращённое наименование — 796-й орадн РГК.

## История
Сформирован 1 февраля 1943года.
В действующей армии с 17.02.1943 по 09.05.1945.
В ходе Великой Отечественной войны вёл артиллерийскую разведку в интересах артиллерии соединений и объединений Северо-Западного , Брянского , 2-го Прибалтийского , 3-го Белорусского , 1-го Прибалтийского и Ленинградского  фронтов .                                                                                      17 февраля 1943 года , в соответствии с Приказом народного комиссара обороны  СССР. О сформировании в Резерве Ставки Верховного Главнокомандования 18 зенитных и 18 артиллерийских дивизий РГК. № 00226. 31 октября 1942 года, 796 орадн введен в состав 15-й ад.                                                                                                       7 июля 1943 года , в соответствии с Приказом НКО СССР № оо101 от 24.6.43г. и Приказа войскам Брянского фронта № 0039 от 30.6.43г. 796 орадн выведен из состава 15-й ад и введён в состав  2-го акп  с переводом на штат № 08/555.
В июле 1944 года дивизион введён в состав  20-й адп. 
После окончания Великой Отечественной войны во второй половине 1945 года дивизион вошёл в состав 344-й кабр 10-й гв. армии Ленинградского фронта,                                                                                                                                                                          

## Состав
штат 08/555
- Штаб
- Хозяйственная часть
- 1-я батарея звуковой разведки (1-я БЗР)
- 2-я батарея звуковой разведки (2-я БЗР)
- батарея топогеодезической разведки (БТР)
- взвод оптической разведки (ВЗОР)
- фотограмметрический взвод (ФГВ)
- хозяйственный взвод

## Подчинение
| Дата                | Фронт                   | Армия         | Корпус  | Дивизия  | Бригада | Примечания |
| ------------------- | ----------------------- | ------------- | ------- | -------- | ------- | ---------- |
| 17.02.43 -1.04.43г. | Северо-Западный фронт   | 27-я армия    | -       | 15-я ад  | -       | -          |
| 1.04.43 -7.07.43г   | Брянский фронт          | -             | -       | 15-я ад  | -       | -          |
| 7.07.43-15.10. 43г. | Брянский фронт          | -             | 2-й акп | -        | -       | -          |
| 15.10.43-15.04.44г  | 2-й Прибалтийский фронт | -             | 2-й акп | -        | -       | -          |
| 15.04.44-1.07.44г   | Резерв Ставки           | -             | -       | -        | -       | -          |
| 10.07.44-31.07.44г  | 3-й Белорусский фронт   | -             | -       | 20-я адп | -       | -          |
| 1.08.44-1.09.44г    | 1-й Прибалтийский фронт | 51-я армия    | -       | 20-я адп | -       | -          |
| 1.09.44-8.02.45г    | 1-й Прибалтийский фронт | 6-я гв. армия | -       | 20-я адп | -       | -          |
| 8.02.45-1.04.45г    | 2-й Прибалтийский фронт | 6-я гв. армия | -       | 20-я адп | -       | -          |
| 1.04.45-15.04.45г   | Ленинградский фронт     | 6-я гв. армия | -       | 20-я адп | -       | -          |
| 15.04.45-10.05.45г  | Ленинградский фронт     | 1-я уд. армия | -       | 20-я адп | -       | -          |

## Командование дивизиона
Командир дивизиона
- капитан Бутенёв Павел Григорьевич
- майор Орлов Григорий Семёнович
- майор Раскин Николай Ильич
- гв. майор Фельдман Моисей Менделевич

Начальник штаба дивизиона
- капитан Кондрахин  Михаил Сергеевич
- капитан Ковальчук Александр Прохорович

Заместитель командира дивизиона по политической части
- майор Куканов Сергей Григорьевич

Помощник начальника штаба дивизиона
- ст. лейтенант Петров Иосиф Александрович
- лейтенант Булычёв Иван Дмитриевич

Помощник командира дивизиона по снабжению
- ст. лейтенант Новиков Дмитрий Михайлович
- капитан Зайцев Валентин Николаевич

## Командиры подразделений дивизиона
Командир 1-й БЗР
- капитан Соколов Семён Михайлович

Командир 2-й БЗР
- ст. лейтенант Маслаков Фёдор Николаевич
- ст. лейтенант Баринов Василий Андреевич

Командир БТР
- капитан Овчаренко Алексей Яковлевич
- ст. лейтенант Фомин Алексей Афанасьевич
- лейтенант Пирогов Дмитрий Дмитриевич

Командир ВЗОР
- лейтенант Клементьев Глеб Иванович

Командир ФГВ
- ст. техник- лейтенант Арзамасцев Василий Михайлович